# Oscar de la Hoya

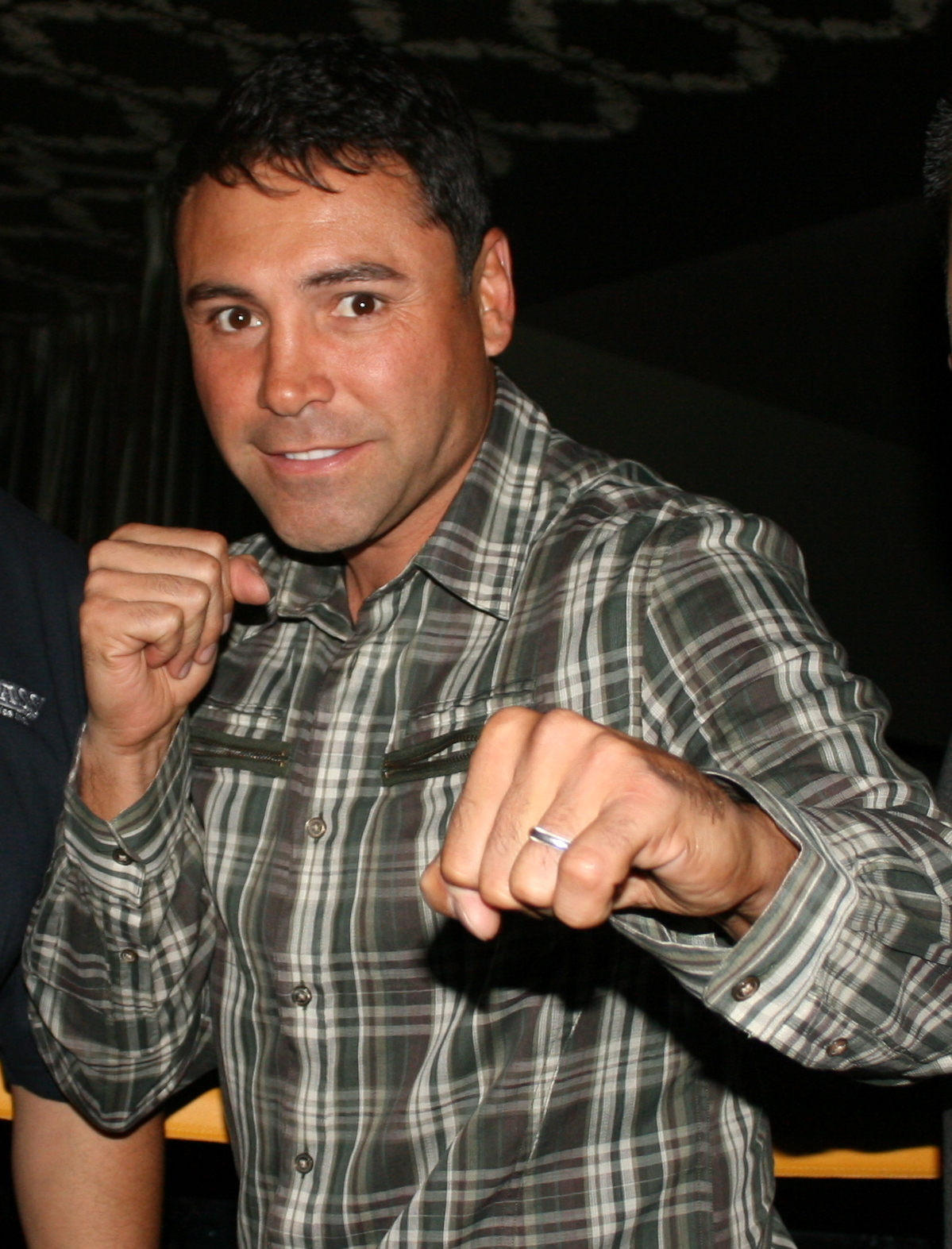
Oscar de la Hoya 2011.

Oscar de la Hoya, född 4 februari 1973 i East Los Angeles, Los Angeles, kallad "The Golden Boy", är en amerikansk-mexikansk före detta professionell boxare med OS-guld 1992 på meritlistan.
Efter OS-guldet, som han lovat sin cancersjuka mor på hennes dödsbädd, blev de la Hoya proffs och snart hade han vunnit bälten i flera olika viktklasser. I juni 2004 besegrade han Felix Sturm och blev därmed den dittills förste att ha blivit världsmästare i sex olika viktklasser. Det ska dock nämnas att antalet viktklasser har ökat betydligt genom åren, vilket innebär att det är mycket lättare att bli världsmästare i flera viktklasser idag än för bara 20–30 år sedan.
Redan 1998, som 25-åring, ansågs han vara kanske världens bäste boxare, oavsett viktklass, då han i fjärde ronden genom en teknisk knockout besegrade Mexikos nationalidol Julio César Chávez, som sedan 90-talets början hade siktat på samma titel. Chávez hade sedan första ronden blött ymnigt från vänster ögonbryn och läkaren stoppade till sist matchen. Matchen var upphaussad som årtusendets match, som många andra fighter också gör anspråk på, men någon sådan blev det inte. I returmatchen blev utgången åter igen knockoutseger för de la Hoya, denna gång i rond 8.
18 september 1999 skulle titlarna i weltervikt hamna hos samme man då de la Hoya och Felix Trinidad från Puerto Rico – bägge ditintills obesegrade mästare hos olika organisationer – gjorde upp i Las Vegas. de la Hoya utklassade Trinidad i början av matchen och fick tränarorder att bara dansa undan de sista tre ronderna för att säkra segern. Detta var dock ett stort misstag då Trinidad vann stort på poäng ronderna 10–12 och därmed gick förbi i två av tre domares protokoll. Domslutet blev mycket omdiskuterat och det blev de la Hoyas första proffsförlust någonsin.
De la Hoya är far till sex barn. Han är även intresserad av arkitektur, modedesign och sång. Han fick även en Grammynominering för albumet Oscar de la Hoya 2000.[källa behövs]
De la Hoya har 39 vinster (30 på knockout) och sex förluster som proffs. Hans amatörresultat var 224 vinster (164 på knockout) och fem förluster.[källa behövs]
Efter förlusten mot Manny Pacquiao den 6 december 2008 la han boxhandskarna på hyllan för gott.
De La Hoya har besegrat 17 världsmästare och vunnit 10 världstitlar i sex olika viktklasser. Han har också tjänat mer pengar än någon annan boxare genom tiderna, uppskattningsvis 696 miljoner dollar på pay-per-view.

## Spekulationer om presidentkandidatur år 2020
I september 2018, rapporterades det att De La Hoya "överväger seriöst en kandidatur för president." I en intervju, informerade han TMZ att han samlade ett utforskande team för att bedöma genomförbarheten av en kandidatur.